# Per Juliusson
Per Juliusson, (Per Vilhelm Hilding Juliusson) född 18 juli 1916 i Stockholm, död 29 oktober 1977 i Vallentuna, fil lic, sångförfattare, EFS-missionär i Indien och kyrkoherde i Vallentuna, Uppland.

## Sånger/Psalmer
- Namnet Jesus bleknar aldrig / Namnet Jesus aldrig mister
- Gå ut kring hela jorden